# ベラパミル
ベラパミル（Verapamil）は、フェニルアルキルアミン系のL-型カルシウムチャネル阻害作用を持つ抗不整脈薬の一つである。商品名ワソラン。Vaughan-Williamsによる頻脈性不整脈薬治療薬の分類では第IV群に分類され、心拍数の調節機能はジゴキシンよりも優れる。カルシウムチャネルの開口を抑制することにより、活動電位の不応期や伝導速度を変化させ不整なリズムを正常に戻す。ベラパミルは心組織と親和性を持つため、全身投与しても循環系以外の組織にはほとんど作用しない。上室性不整脈、高血圧、狭心症の治療に使用される。群発頭痛治療や片頭痛予防にも有効であるとされる。イヌの心不全における血管拡張薬としても使用される。血管を冷凍保存する際の血管拡張薬としても用いられる。
米国では1982年3月に承認された。日本では1965年に錠剤が、1985年に注射剤が承認された。世界各地で色々な商品名で販売されている。
WHO必須医薬品モデル・リストに収載されている。

## 効能・効果
日本で承認されている効能・効果は、
- 錠剤（成人）
  - 頻脈性不整脈（心房細動・粗動、発作性上室性頻拍）
  - 狭心症、心筋梗塞（急性期を除く）、その他の虚血性心疾患
- 錠剤（小児）
  - 頻脈性不整脈（心房細動・粗動、発作性上室性頻拍）
- 注射剤（成人、小児）
  - 頻脈性不整脈（発作性上室性頻拍、発作性心房細動、発作性心房粗動）

である。
ベラパミルは上室性頻拍での心拍数や片頭痛発作の予防に用いられる。JAMA のJNC-8（高血圧治療ガイドライン）ではベラパミルは第一選択薬とはされていないが、心房細動や他の不整脈を合併している高血圧の治療に用いる。また脳血管痙攣の治療のために動脈内投与される。群発頭痛の治療にも使用可能であるが、ベラパミルの副作用として頭痛が起こる事もある。
躁病および軽躁病に対して、短期的および長期的治療の両方に有効であると報告されている。ベラパミルに酸化マグネシウムを併用すると、抗躁病効果が増強される。妊娠早期（第一トリメスター）の患者の躁病治療に時折用いられる。明らかな催奇形性は見られないので、効果は弱いと見積もられているものの、バルプロ酸（催奇形性が高い）や炭酸リチウム（頻度は低いが重大な心奇形をもたらす）の代わりにベラパミルが用いられる。

## 禁忌
経口剤は次の場合に禁忌とされている。
- 重篤な鬱血性心不全のある患者
- 第II度以上の房室ブロック、洞房ブロックのある患者
- 妊婦または妊娠している可能性のある婦人
- 製剤成分に対し過敏症の既往歴のある患者

注射剤ではさらに、下記の患者に対して禁忌である。
- 重篤な低血圧あるいは心原性ショックのある患者
- 高度の徐脈のある患者
- 急性心筋梗塞のある患者
- 重篤な心筋症のある患者
- β-遮断剤の静注を受けている患者

通常、重篤な左心室機能不全、低血圧（収縮期血圧<90mmHg）、心原性ショック等がある場合には使用は避けられる。
小児に静注する場合には不整脈治療に熟練した医師が監督すること、新生児および乳児に静注する場合には他の治療で効果がない場合にのみ投与することが添付文書で警告されている。

## 副作用
錠剤の添付文書に記載されている重大な副作用は、循環器障害（心不全、洞停止、房室ブロック、徐脈、意識消失）、皮膚障害（皮膚粘膜眼症候群（Stevens‐Johnson症候群）、多形滲出性紅斑、乾癬型皮疹等）である。
ベラパミルの一般的な副作用は、便秘(7.3%)、眩暈(3.3%)、嘔気(2.7%)、血圧低下(2.5%)、頭痛(2.2%)である。その他2%未満に起こる副作用には、浮腫、慢性心不全、肺浮腫、倦怠感、肝酵素上昇、息切れ、心拍数低下、発疹、発赤 等である。カルシウムチャネル阻害薬としての他の作用には、歯肉増殖症誘発があることが知られている。

### 過量投与
過量投与時の急性症状として多いものは、嘔気、無力症、徐脈、眩暈、低血圧、心不整脈である。入院患者における中毒の診断あるいは死亡例の法医学的診断の補助として、ベラパミルおよび主要活性代謝物であるノルベラパミルの血中濃度を測定できる。通常のベラパミルの血中濃度は50〜500µg/L程度であるが、過量投与の患者では1〜4mg/L、中毒死した症例では5〜10mg/Lに達する。

## 作用機序
ベラパミルの作用機序は全て、電位依存性カルシウムチャネルの阻害効果で説明できる。心臓薬理学では、カルシウムチャネル阻害薬はIV群の抗不整脈薬とされる。カルシウムチャネルは特に洞房結節と房室結節に多いので、これらの薬物は房室結節を通る電気刺激を減弱させ、心室を心房性頻脈性不整脈から保護する役割を持つ。
カルシウムチャネルは血管内壁の平滑筋にも存在する。平滑筋の収縮を弱くする事で、カルシウムチャネル阻害薬は血管を弛緩させる。この作用は高血圧や狭心症の治療に応用される。狭心症の痛みは心臓への酸素供給の不足による。ベラパミル等のカルシウムチャネル阻害薬は血管を弛緩させる事で心臓への酸素供給量を増加させる。これは胸痛を治療するが、頓服ではなく常用される。一度始まった胸痛を寛解させる作用はない。胸痛を鎮めるためには、ニトログリセリン等のより強力な血管拡張薬が必要である。

## 薬物動態
経口投与されたベラパミルの90%以上が吸収されるが、初回通過効果を受けるため、生物学的利用能は10〜35%と低い。血漿蛋白結合率は90%で、分布容積は3〜5L/kgである。服用後血中濃度が最大に達するまでに1〜2時間を要する。半減期は5〜12時間である（定常状態で）。肝臓で代謝され、少なくとも12通りの不活性代謝物に分解される。ノルベラパミルに代謝された場合はベラパミルの20%の血管拡張活性を有する。代謝物の内、70%が尿中に、16%が胆汁に排泄される。3〜4%は未変化体のまま尿中に現れる。服用量と血中濃度との関係は非線形である。
服用後、作用が発現するまでに1〜2時間掛かる。血液透析では薬物を除去できない。母乳中に分泌されるので乳児に有害反応が出る可能性があるため、ベラパミルの服用中は授乳してはならない。

## 獣医学領域での使用
ウサギでは手術後に腹腔内癒着が起こることが多い。腹腔内臓器に障害を持つウサギにベラパミル等のカルシウム拮抗薬を術後使用すると癒着を防止できる。この効果はポニーを対象とした研究では見られなかった。

## 細胞生物学での使用
ベラパミルは細胞生物学領域の実験で、P糖蛋白質等の薬物を汲み出す蛋白質の阻害剤として利用される。多くの腫瘍細胞系が薬物汲み出し蛋白質を過剰に発現しており、細胞毒性抗がん剤や蛍光標識の効果が制限されるので、その阻害剤は有用である。蛍光励起セルソーター（蛍光標示式細胞分取器）を用いたDNA含量測定でも、様々なDNA結合蛍光色素分子（Hoechst 33342等）の汲み出し防止に利用されている。同位体標識ベラパミルとポジトロン断層法を組み合わせると、P糖蛋白質の活性を測定できる。

## 種類
- 錠剤：40mg
- 注射剤：5mg

## 研究開発
ベラパミルは動物モデルで抗糖尿病作用を示す。2015年時点では、限定的な臨床試験が実施されている。